# NGC 7501
NGC 7501 је елиптична галаксија у сазвежђу Рибе која се налази на NGC листи објеката дубоког неба.
Деклинација објекта је + 7° 35' 22" а ректасцензија 23h 10m 30,3s. Привидна величина (магнитуда) објекта NGC 7501 износи 13,6 а фотографска магнитуда 14,6. NGC 7501 је још познат и под ознакама MCG 1-59-7, CGCG 406-8, NPM1G +07.0509, PGC 70619.